# Mali Pereliskî, Brodî
Mali Pereliskî (în ucraineană Малі Переліски) este un sat în comuna Zabolotți din raionul Brodî, regiunea Liov, Ucraina.

## Demografie
Componența lingvistică a localității Mali Pereliskî
     Ucraineană (100%)
Conform recensământului din 2001, toată populația localității Mali Pereliskî era vorbitoare de ucraineană (100%).